# Iwanow
Iwanow – pierwsze lub drugie (po Smirnow) wśród najpopularniejszych nazwisk rosyjskich. Występuje również poza Rosją w państwach takich jak Ukraina lub Białoruś. Jest też jednym z częściej spotykanych nazwisk w Bułgarii. Pochodzi od wschodniej wersji imienia własnego Jan (Iwan).

## Demografia
Na początku lat 90. XX wieku nazwiskiem tym w Polsce posługiwały się 994 osoby.

## Osoby noszące to nazwisko
- Aleksander Andriejewicz Iwanow (ur. 1806, zm. 1858) – rosyjski malarz
- Anatolij Iwanow – rosyjski perkusista
- Bożydar Iwanow – polski komentator sportowy
- Ewgeni Iwanow – siatkarz bułgarski
- Georgi Iwanow – kosmonauta bułgarski
- Georgi Iwanow – piłkarz bułgarski
- Igor Iwanow (ur. 1945) – rosyjski polityk
- Igor Iwanow (ur. 1947, zm. 2005) – kanadyjski szachista
- Iwan Iwanow – rosyjski kolarz szosowy
- Iwan Iwanow – kazachski kulomiot
- Iwan Iwanow – rosyjski biegacz narciarski
- Iwan Iwanow-Wano – radziecki scenarzysta, animator i reżyser
- Jerzy Iwanow-Szajnowicz – polski harcerz, sportowiec, as wywiadu, bohater greckiego ruchu oporu
- Nikołaj Judowicz Iwanow – rosyjski generał
- Nikołaj Iwanow – siatkarz bułgarski
- Siergiej Borysowicz Iwanow (ur. 1953) – rosyjski polityk, wicepremier
- Siergiej Wasiliewicz Iwanow (ur. 1864, zm. 1910) – rosyjski malarz
- Siergiej Waleriewicz Iwanow (ur. 1975) – rosyjski kolarz
- Siergiej Piotrowicz Iwanow (ur. 1951, zm. 2000) – rosyjski aktor
- Stanislav Ivanov – piłkarz mołdawski
- Trifon Iwanow – piłkarz bułgarski
- Walentin Iwanow (ur. 1934) – piłkarz radziecki, mistrz olimpijski i mistrz Europy
- Walentin Iwanow (ur. 1961) – syn poprzedniego, rosyjski sędzia piłkarski
- Wiaczesław Iwanow (ur. 1866, zm. 1949) – rosyjski poeta i dramatopisarz
- Władimir Iwanow – ujednoznacznienie